# Vanessa Ceruti
Vanessa Catalina Macarena Ceruti Vásquez (Santiago, 11 de mayo de 1986) es una modelo chilena, actriz y exreina de belleza, ganadora del título Miss Universo Chile 2011. También fue la ganadora del concurso Elite Model Look Chile 2004. El 13 de julio de 2011 ganó el concurso de Miss Chile para Miss Universo, ella representó a su país en Miss Universo 2011, en São Paulo, Brasil.

## Biografía
Es la hija mayor de dos hermanos del matrimonio formado por su padre quien fue el destacado urologo Eduardo Ceruti Bercovich y de Catalina Vásquez Carvajal. A los siete años inicia su educación en el colegio de Pedagogía Waldorf, Giordano Bruno.
En el año 2000 obtiene sus primeras propuestas de modelaje para la pasarela de alta costura, aunque ya había realizado anteriormente pequeñas campañas publicitarias.
Es invitada a participar como modelo exclusiva de la Agencia Elite Model y a concursar como Elite Model Look Chile en el año 2004, donde representa a Chile en el concurso latinoamericano. Al año siguiente, 2005, lo repite a nivel internacional en Shanghái. Durante este periodo realiza campañas nacionales e internacionales y trabaja con grandes fotógrafos, diseñadores y productores del mundo de la moda. Pronto consolida su carrera como una de las modelos más cotizadas de alta costura de nuestro país.

## Vida personal
En el año 2008, tras la pérdida de su medio hermano, decide enfrentar esta dolorosa vivencia realizando su primera exposición en su honor. Titulada “Sin Más Tardar”,se estrenó con gran éxito en la Sala Fusión, el año 2009. Aquí se presentó como artista autodidacta cuya premisa fue la de recrear los lugares en donde él se encontraba en esta, su nueva vida.
El mismo año 2008, estrenó la obra costumbrista de Germán Luco Cruchaga, “La Viuda de Apablaza”, donde transformará, a través de la actuación, la experiencia del vacío y la pérdida, en la potente energía de su personaje de viuda. Esta obra interpretada por el colectivo La P., gana el Festival de Teatro Providencia. Paralelamente, participa en trabajos audiovisuales como actriz, ganando el 1.er lugar en el “Festival Imágenes Jóvenes” en Buenos Aires, Argentina con el documental, “Adiós Mundo Cruel”.

## Posesión del título
| Predecesor: Belén Montilla | Miss Universo Chile 2011 | Sucesor: Ana Luisa König |

- Datos: Q3554520